# Place du Louvre

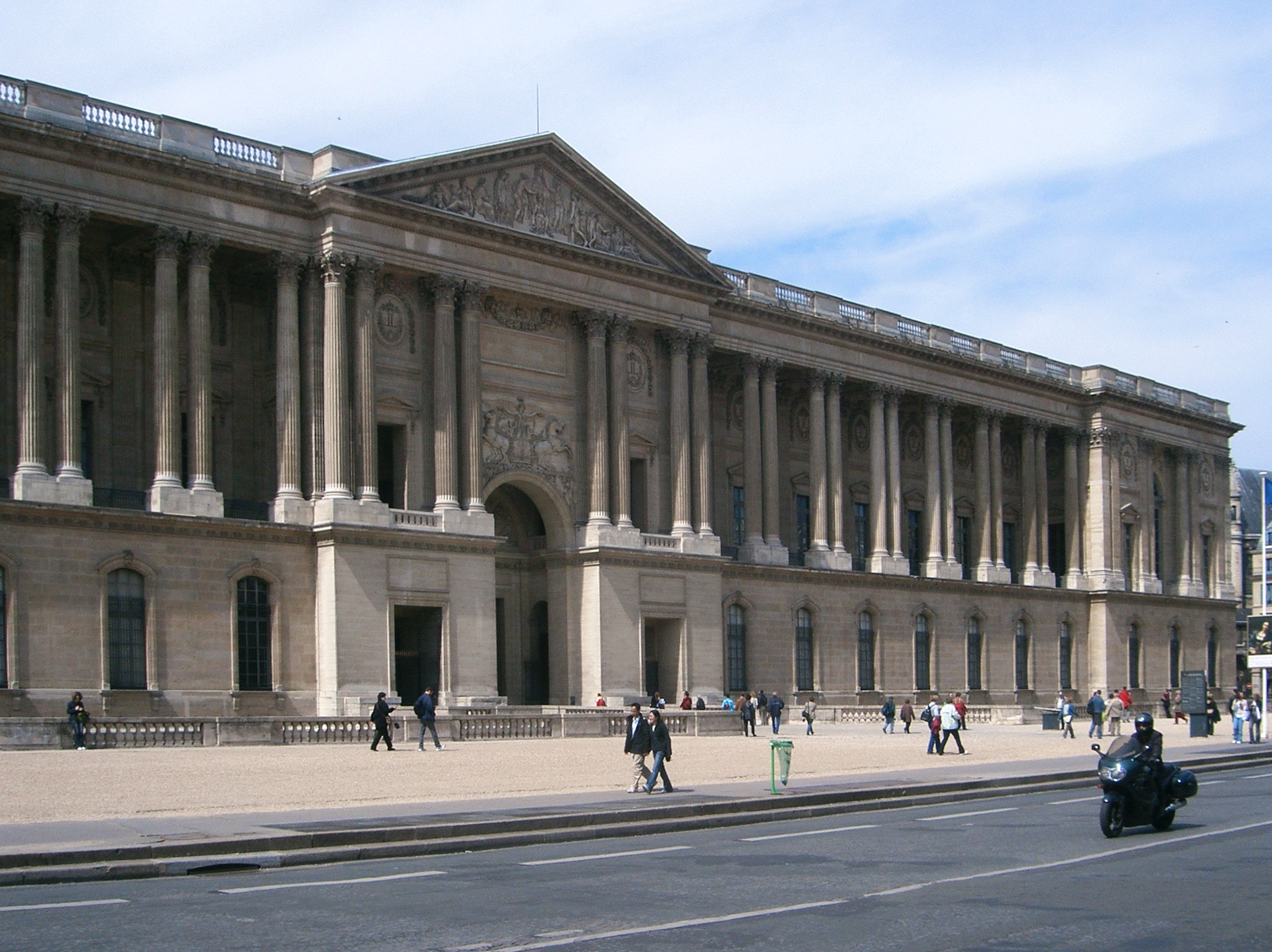
A fachada leste do Palácio do Louvre tem vista para a Place du Louvre.

A Place du Louvre é uma praça imediatamente a leste do Palácio do Louvre, em Paris, na França . Ao sul está o Quai du Louvre e mais além está o rio Sena. O Hotel du Louvre também está localizado aqui, entre o Palácio do Louvre e o Palais Royal .
A limpeza de edifícios desordenados para criar o Place foi realizada pelo Barão Haussmann na década de 1850.